# شورية مخددة
شورية مخددة (الاسم العلمي:Shorea costata) هي نوع غير مؤكد من النباتات تتبع جنس الشورية من فصيلة مجنحية الثمر.